# Droits de l'homme en Corée du Nord
La Corée du Nord est l'un des pays dans lesquels les droits de l'Homme sont les moins respectés, bien que les dirigeants de ce pays le contestent fermement.
La Corée du Nord a signé plusieurs traités l'engageant à respecter les droits de l'Homme et plusieurs articles de sa constitution défendent plusieurs libertés fondamentales. Mais en raison de l'isolationnisme important du pays, il est très difficile de vérifier leur respect.
Des gouvernements étrangers et des ONG comme Amnesty International et PSCORE accusent la Corée du Nord de ne pas respecter certaines libertés fondamentales (comme la liberté d'expression, d'association, de religion ou encore de circulation) et « exhorte le gouvernement de Corée du Nord à prendre sans plus attendre des mesures en vue d’améliorer le respect des droits humains dans le pays ». Le travail forcé serait très fréquent dans « un grand nombre de camps de détention ». Le nombre de travailleurs forcés condamnés pour motifs politiques est estimé entre 150 000 et 200 000.
En 2014, l'ONU publie un rapport accablant qui fait état de nombreux cas de « crimes contre l'humanité » perpétrés par les dirigeants du régime à l'encontre du peuple nord-coréen, ce qui remet en question certains espoirs précédemment placés dans l'évolution de la situation politique internationale : ainsi, en 2007, le rapporteur des Nations unies sur les droits de l'homme en Corée du Nord Vitit Muntarbhorn estimait que les progrès dans les pourparlers multilatéraux à six sur les armes nucléaires en Corée du Nord pouvaient avoir des conséquences positives sur les droits de l'Homme dans ce pays.
Le travail des ONG humanitaires est également entravé par les sanctions internationales renforcées en 2017 et les pressions américaines . En 2018, Save the Children, l’une des dernières ONG encore présentes dans le pays de façon permanente, a dû partir, ne pouvant plus délivrer d'aide humanitaire à cause des sanctions.

## Conventions internationales signées
La république populaire démocratique de Corée a signé les conventions internationales suivantes des Nations unies[réf. nécessaire] :
- la convention sur l'interdiction de la mise au point, de la fabrication et du stockage des armes bactériologiques (biologiques) ou à toxines et sur leur destruction (1972);
- le pacte international relatif aux droits civils et politiques (1966);
- le pacte international relatif aux droits économiques, sociaux et culturels (1966) ;
- la convention sur l'élimination de toutes les formes de discrimination à l'égard des femmes (1979) ;
- la convention relative aux droits de l'enfant (1990) ;
- le protocole de Kyoto à la convention cadre sur les changements climatiques (1997) ;
- les quatre conventions de Genève (1949) (signées après la guerre de Corée) :

1. pour l'amélioration du sort des blessés et des malades dans les forces armées en campagne,
2. pour l'amélioration du sort des blessés et des malades et des naufragés dans les forces armées sur mer,
3. relative au traitement des prisonniers de guerre,
4. relative à la protection des personnes civiles en temps de guerre.

## Observations des ONG sur les atteintes aux droits de l'homme
Étant donné « le bilan en matière de droits humains du gouvernement nord-coréen », malgré le manque de sources, Amnesty International, à l'instar d'une autre ONG People for Successful Corean Reunification, « exhorte le gouvernement de Corée du Nord à prendre sans plus attendre des mesures en vue d’améliorer le respect des droits humains dans le pays », en mettant tout particulièrement l'accent sur le respect des obligations résultant des traités internationaux relatifs aux droits humains, l'abolition de la peine capitale, la libération des citoyennes et citoyens emprisonnés « pour avoir exercé de manière pacifique leurs libertés fondamentales » et la garantie de la liberté d’expression, d'information et de mouvement pour tous les Nord-Coréens, tout en invitant « la communauté internationale, notamment les gouvernements donateurs et les Nations Unies, à faire pression sur le gouvernement nord-coréen pour qu’il mette en œuvre les recommandations ci-dessus. »

### Manque d'informations
Des experts des Nations unies des droits des femmes et des droits des enfants ont été reçus en Corée du Nord, sur l'invitation du gouvernement nord-coréen. Par ailleurs, Amnesty International s'est rendue à deux reprises en Corée du Nord, avec l'accord des autorités coréennes, en 1991 et en 1995[réf. nécessaire].

S'agissant d'une source non gouvernementale (ONG), Amnesty International, entièrement indépendante financièrement des gouvernements mais actuellement persona non grata en Corée du Nord, recoupe des informations obtenues directement auprès de transfuges haut placés et de réfugiés, ainsi qu'auprès d'observateurs étrangers indépendants, faute d'avoir pu enquêter sur place depuis 1995. D'après le rapport 2005 de cette organisation, 
«  les informations restent sévèrement contrôlées, tout comme l’accès au territoire. En dépit de demandes répétées, le gouvernement a continué de refuser l’autorisation de pénétrer sur le sol nord-coréen au rapporteur spécial sur la situation des droits de l’Homme dans la République populaire démocratique de Corée [i. e. le rapporteur de la Commission des droits de l’Homme des Nations Unies], au rapporteur spécial sur le droit à l’alimentation des Nations unies, mais aussi à Amnesty International et à d’autres observateurs indépendants de la situation des droits humains. Cette interdiction d’accès au territoire faite à Amnesty International et à d’autres observateurs indépendants compromet les recherches sur la situation des droits humains. Toutefois, certaines informations font état d’une politique gouvernementale qui se traduit par des violations systématiques des droits fondamentaux, notamment des exécutions, des actes de torture, des incarcérations de prisonniers politiques et des conditions de détention inhumaines.  »
Par conséquent, les récits des réfugiés, - lesquels sont pris en charge, dès leur arrivée en Corée du Sud, par les autorités sud-coréennes, puis par Amnesty International et d’autres ONG comme Médecins sans frontières (un réfugié sur deux souffre de troubles psychotraumatiques), Human Rights Watch ou Reporters sans frontières - ne peuvent être recoupés avec des informations recueillies sur place. En ce sens, Frédéric Durand, qui se garde toutefois de contester globalement la valeur des témoignages, remarque dans un commentaire d'ouvrage du Monde diplomatique que « beaucoup d’exilés et d’organisations non gouvernementales qui les soutiennent ont compris les discours qu’attendent la plupart des médias occidentaux. Ils leur servent donc, voire leur monnayent, des récits poignants, sensationnels, dramatiques… » Et il ajoute : « Pourtant, si les Nord-Coréens ne sont guère dupes des errances de leurs dirigeants, certains, par-delà leurs souffrances, n’évoquent pas sans nostalgie l’époque où le défunt Kim Il-Sung incarnait l’espoir d’un avenir radieux ».

### Libertés individuelles, d'expression et d'association
Selon le rapport annuel d'Amnesty international pour l'année 2005, « la liberté d'expression et d'association était toujours sévèrement restreinte. Les médias étaient contrôlés par un parti politique unique, auquel les journalistes étaient contraints de s'affilier. D'après certaines informations, depuis les années 1990, au moins 40 journalistes ont été soumis à une « rééducation » parce qu'ils avaient commis des erreurs comme celle d'avoir mal orthographié le nom d'un haut fonctionnaire. » Toujours d'après Amnesty International, les informations relatives aux emprisonnements de journalistes sont toutefois impossibles à vérifier sur place. Selon le même rapport, aucune opposition au régime n'est tolérée, et tout rassemblement ou association non autorisés sont sanctionnés en tant que « perturbation collective ».
La liberté religieuse, bien que garantie par la constitution, est sévèrement réprimée, l'exercice de la foi chrétienne pouvant mener aux camps de concentration.
La Corée du Nord ne réprime pas l'homosexualité, mais elle rejette l'image d'une culture gay telle qu'en Occident qui selon elle embrasse le modèle capitaliste de la société de consommation[réf. nécessaire].
En mai 2006, l'agence britannique AP Television News est devenue la première agence occidentale à disposer d'un bureau permanent en Corée du Nord. AP Television News avait auparavant couvert divers évènements en Corée du Nord, notamment la Foire commerciale internationale de Pyongyang. Cette installation fait suite à une ouverture sans précédent de la Corée du Nord à des journalistes occidentaux lors des cérémonies du soixantième anniversaire de la Libération de la Corée et de la fondation du Parti du travail de Corée à l'automne 2005.
En 2008, la centaine d'occidentaux autorisés à vivre à Pyongyang sont reclus dans un quartier portant le nom de « compound », où la plupart des nord coréens ne sont pas autorisés à pénétrer.
Comme dans les anciennes démocraties populaires, des permis intérieurs règlementent les déplacements des citoyens dans leur pays.

### Torture
Le pays n'a pas signé la Convention contre la torture des Nations unies et les réfugiés font état de cas de torture et de mauvais traitement, plus particulièrement dans les camps, mais aussi durant les interrogatoires, où se pratique notamment le supplice de l'eau, consistant à forcer à boire des quantités importantes d'eau en peu de temps. Des prisonniers sont morts de malnutrition en 2005[réf. nécessaire].

### Peine de mort
La peine de mort est en vigueur et appliquée. Selon Amnesty International, l'amélioration de la situation économique se serait toutefois traduite par une diminution du nombre d'exécutions publiques. Les autorités nord-coréennes ont pour leur part affirmé, en 2001, ne pas avoir appliqué la peine de mort depuis 1992, puis, selon le rapport d'Amnesty, ont annoncé l'arrêt des exécutions en 2003.

Selon le rapport d'Amnesty International en 2006, 

« Des cas d’exécution d’opposants politiques emprisonnés ont été signalés. Des personnes accusées de crimes économiques (vol de nourriture, par exemple) auraient également été exécutées. Selon des informations qui n’ont pas pu être confirmées, plusieurs responsables d’Églises clandestines auraient subi le même sort. 
Des informations sont parvenues au mois de février selon lesquelles quelque 70 Nord-Coréens, qui avaient tenté de se réfugier en Chine, avaient été exécutés en public le mois précédent, après avoir été renvoyés de force par les autorités de Pékin. Ces informations n’ont pas pu être vérifiées.
Un enregistrement vidéo montrant l’exécution publique par balle de deux personnes est parvenu à l’étranger. Cette exécution aurait eu lieu le 1er mars à Hoeryong, une ville du nord-est du pays, à l’issue d’un procès au cours duquel 11 personnes auraient été jugées pour trafic d’êtres humains et assistance visant à faciliter des visites en Chine, interdites. Le même enregistrement montrait également une autre exécution, qui aurait eu lieu le 2 mars dans la ville voisine de Yuson. »

Le 12 décembre 2013, Jang Song Thaek, l'oncle de Kim Jong-Un, est condamné à mort.

### Réfugiés
Les ONG relèvent aussi la responsabilité des États étrangers, notamment la Chine et les ambassades étrangères, dans le refoulement de réfugiés vers la Corée du Nord où ils peuvent encourir de lourdes condamnations (notamment la déportation dans des camps de concentration pour les multi-récidivistes et en cas de départ définitif, ou encore la peine de mort). Des peines  peuvent également être infligées aux membres de la famille proche. On rapporte que celles-ci sont particulièrement sévères.
Toutefois, selon "Évadés de Corée du Nord" (op. cit.), le gouvernement nord-coréen a récemment assoupli la législation relative aux départs à l'étranger, en autorisant les sorties du territoire dès lors qu'elles ne sont pas définitives. De nombreux réfugiés cherchent ainsi à faire valoir qu'ils étaient dans cette situation en cas d'arrestation.
Cependant, selon un reportage télévisé datant de 2008 les réfugiés sont toujours menacés d'une exécution immédiate lors de leur passage à la frontière.
Les témoignages recueillis par Médecins sans frontières entre 2003 et 2006 indiquent des conditions sociales et politiques désastreuses entraînant des troubles psychiques chez la majorité des  réfugiés ayant fui ce pays.

### Pénuries alimentaires
De fait, alors que la pénurie alimentaire a conduit après 1994 de nombreux Coréens à se réfugier en Chine où existe une forte minorité coréanophone (2 millions d'individus, lesquels s'étaient naguère réfugiés en Corée du Nord lors des périodes de difficulté alimentaire en Chine, dans les années 1960 et 1970), la plupart des Nord-Coréens aujourd'hui présents en Chine envisageraient de retourner dans leur pays, après s'être procuré des produits ou des médicaments difficilement accessibles en Corée du Nord (sur cette évolution des flux de population entre la Corée du Nord et la Chine, voir l'ouvrage de Juliette Morillot et Dorian Malovic, Évadés de Corée du Nord, Presses de la Cité, Paris, 2004).
En 1998, alors que la Corée du Nord recevait encore une forte aide alimentaire du programme alimentaire mondial (PAM), les rations alimentaires atteignaient 2390 kcal par jour selon la FAO (agence de l'ONU), soit des niveaux comparables à ceux du Viêt Nam, du Venezuela et des Philippines, et au-dessus de la quasi-totalité des pays d'Afrique subsaharienne.
Malgré les améliorations que reflète l'évolution de la production agricole (en 2005, la récolte de céréales a dépassé 4,5 millions de tonnes, soit la meilleure récolte depuis dix ans : voir l'article détaillé Économie de la Corée du Nord), selon le rapport de juillet 2005 d'Amnesty International, "Des millions de Nord-Coréens continuaient de souffrir de famine et de malnutrition chronique" à cette date. Toujours selon le rapport d'Amnesty International, « selon les estimations du PAM, près de la moitié des 23,7 millions de Nord-Coréens sont sous-alimentés et plus d’un tiers de la population (près de 6,5 millions de personnes) souffre de malnutrition chronique. Les rations octroyées par le système de distribution publique (SDP), qui constituent la base de l’alimentation pour plus de 70 % de la population, auraient diminué et seraient passées de 319 grammes par jour et par personne en 2003 – ce qui était déjà insuffisant – à 250 grammes en mars 2005. »   
Par ailleurs, une étude sur l’alimentation infantile et maternelle conduite, en octobre 2004, en collaboration avec l’UNICEF et le PAM, par le Central Bureau of Statistics (Bureau central des statistiques) et l’Institute of Child Nutrition (Institut pour l’alimentation infantile) du gouvernement nord-coréen, a donné les résultats suivants :
- le taux de jeunes enfants souffrant de malnutrition chronique ou d’un retard de croissance (le rapport taille/âge) est passé de 42 % (en 2002, lors de la dernière étude) à 37 % ;
- la malnutrition aiguë, ou « étisie » (le rapport poids/taille), a décliné de 9 % (en 2002) à 7 % ;
- la proportion d’enfants âgés de moins de six ans souffrant de déficience pondérale (le rapport poids/âge) a augmenté de 21 à 23 %, ce même taux parmi les enfants âgés de un et deux ans – groupe le plus vulnérable en termes de nutrition – a diminué de 25 à 21 % ;
- environ un tiers des mères nord-coréennes souffrent de malnutrition et d’anémie.

### Travail des enfants
Selon un rapport de PSCORE publié en 2018, les enfants Nord-Coréens sont forcés dès le plus jeune âge à travailler en dehors du système éducatif. Ils participent à des activités de travail agricole, de collecte d’objets, et des activités de construction dangereuses.
À l’école, les maltraitements physiques et psychologiques des élèves sont fréquents. Ils sont victimes de sessions de critiques  “saeng-hwal-chong-hwa” de la part de leurs camarades et professeurs où les élèves doivent réfléchir sur leurs actions et leurs idées en accordance avec les enseignements de Kim Il-Sung, Kim Jong-Il ou Kim Jong-Un.
Les enfants en prison et dans les orphelinats sont traités encore plus sévèrement et sont régulièrement punis physiquement et verbalement.
En général, les jeunes Nord-Coréens sont aussi obligés de participer à des évènements organisés par le parti comme les jeux de masse où ils doivent s’entraîner intensément dans des conditions difficiles.

### Autres
En mars 2014, l'ONU compare les crimes de la Corée du Nord à ceux du Troisième Reich et de l'Afrique du Sud du temps de l'apartheid.

## Condition des femmes

### Historique

#### Avant la colonisation japonaise
La Corée d’avant la colonisation est patriarcale, basée sur les principes confucéens dans lesquels les femmes sont définies en fonction du rôle de l’homme. Les femmes sont mises à l'écart par le système de succession et un fort contrôle social s’exerce sur elles, entraînant de lourdes conséquences en cas de déviance de la norme. Elles sont reléguées au rôle maternel.

#### Pendant la colonisation japonaise
La colonisation a légèrement amélioré les conditions des femmes, abolissant la polygamie et le concubinage et accordant le droit de divorce et de remariage.

#### À partir de la création de la Corée du Nord
En 1945, 90% des femmes sont analphabètes.
L’égalité des sexes est proclamée pour la première fois en 1946. De manière formelle, la Corée du Nord s’est dotée de dispositifs légaux en avance par rapport aux pays de la région. Dans les textes, les femmes disposent des mêmes droits que les hommes,. La proportion de femmes qui travaillent dans la société a augmenté fortement entre 1947 et la fin des années 1960 (passant de 5% à 50%).
Depuis la création de l’État, le régime leur demande d’être à la fois au service du socialisme et de bonnes mères. Elles sont insérées dans différentes activités :  ouvrières de production, suivi de l’endoctrinement idéologique, tenue des services publics, tenue du foyer et enfantement. Si le régime est en principe progressiste, il reste en pratique conservateur. Le régime est puritain sur le domaine des mœurs, il prône l’harmonie dans le couple et les relations extraconjugales sont condamnées. Dans les années 1980, en raison en partie de la stagnation économique, les femmes sont renvoyées au rôle d’épouse et de mère et écartées du marché du travail.
La famine pose un dilemme pour les femmes en Corée du Nord, celles-ci étant tiraillées entre deux choix : l’obligation d’aller travailler ou s’occuper de leur famille. Cette famine est aussi un déclencheur important, qui a entraîné de nouvelles situations dans lesquelles les femmes ont eu une plus grande indépendance, entamant le patriarcat. Durant cette période de famine, elles assument massivement le rôle de chef de famille et doivent trouver les ressources pour répondre aux besoins du foyer.
Les femmes sont plus souvent agressées en raison de leur plus grande autonomie, elles sont plus sujettes aux dommages corporels du fait de la multiplication de leurs déplacements, notamment par les policiers et militaires qui exigent des faveurs sexuelles. Ces agressions sont ignorées par les autorités et peu rapportées par les victimes.
Fumer pour une femme était mal vu (sauf pour les plus âgées), tandis que la pratique du vélo était qualifié de « contraire aux coutumes nationales » par le régime.[Quand ?]
Concernant l’éducation au niveau secondaire, 50 % des élèves sont des femmes. Dans les collèges et universités 34,4% des élèves sont des femmes.
En 2002, les femmes dans l’Assemblée populaire suprême représentent 20 % des membres, dans les assemblées provinciales cette part est de 23,4 % et dans les assemblées locales 25 %. Dans les instances mineures du parti du travail, les femmes sont en nombre au moins égal aux hommes, mais dans le Comité Central elles sont très minoritaires (4,5 % des sièges). Les femmes représentent 33 % des effectifs dans l’armée. Des manifestations de femmes sont rapportées en octobre 2007 à Hoeryong et en mars 2008 à Chongjin. Elles sont symptomatiques d’une solidarité entre femmes, protestant contre l’interdiction de vente et la limite d’âge pour la vente sur les grands marchés.
Dans les années 2010, le divorce par consentement mutuel n’est pas reconnu. Pour se séparer il faut faire valoir un comportement réactionnaire[pas clair] du partenaire. Mais le divorce est un acte social avant d’être un acte de vie privée. Les femmes restent sous l’emprise conjointe de la tradition confucéenne d’où vient le patriarcat et de l’idéologie du régime.
D'après un rapport de l'ONG PSCORE basé sur le témoignage de réfugiés nord-coréens de nombreuses femmes seraient victimes d'agressions sexuelles au quotidien et très peu de leurs agresseurs seraient punis ou même dénoncés à la police.

## Système concentrationnaire
Fin 2002 sont révélées les premières images satellites qui attestent l'existence de camps pénitentiaires en Corée du Nord. En 2003, l'Union européenne, dénonce « l'existence d'un grand nombre de camps de détention, le recours très large au travail forcé, le non-respect des droits des prisonniers ». En 2003, entre 150 000 à 200 000 personnes auraient été internées dans une douzaine de camps.
L'existence de six camps nord-coréens de prisonniers politiques a été établie (espace identifié sur des images satellite) et dont le nombre de détenus est estimé par d'anciens prisonniers. Amnesty International a rendu public des images satellite et de nouveaux témoignages et a demandé la fermeture immédiate de tous les camps de prisonniers politiques en Corée du Nord.
| Camp d’Enfermement                                                                                | Nom Officiel   | Espace   | Prisonniers |
| Camp de Prisonniers Politiques de Kaechon (Latitude: 39°34'15.96"N; Longitude; 126° 3'20.79"E)    | Kwanliso n° 14 | 155 km2  | 15 000      |
| Camp de Prisonniers Politiques de Yodok,(latitude: 39°40'31.38"N; Longitude: 126°51'0.03"E)       | Kwanliso n° 15 | 378 km2  | 46 500      |
| Camp de Prisonniers Politiques de Hwasong(Latitude: 41°16'3.55"N ; longitude: 129°23'31.23"E)     | Kwanliso n° 16 | 549 km2  | 10 000      |
| Camp de Prisonniers Politiques de Bukchang(Latitude: 39°33'34.21"N; Longitude: 126° 3'51.66"E)    | Kwanliso n° 18 | 73 km2   | 50 000      |
| Camp de Prisonniers Politiques de Haengyong (Latitude: 42°32'15.54"N ; Longitude: 129°56'21.95"E) | Kwanliso n° 22 | 225 km2  | 50 000      |
| Camp de Prisonniers Politiques de Chongjin                                                        | Kwanliso n° 25 | 0,25 km2 | > 3 000     |

### Rapport duComité pour les droits de l'homme en Corée du Nordde 2003
Un rapport rendu public en 2003 par le Committee for Human Rights in North Korea recueille les témoignages de réfugiés Nord-Coréens ainsi que d'anciens gardes ayant déserté leur camp. Les témoignages offrent tous des regards très similaires sur la situation vécue dans ces camps.
Les individus condamnés à des peines d'emprisonnement le sont pour des raisons très diverses. Parfois, la raison peut être aussi futile que le simple fait de chanter une chanson d'origine Sud-Coréenne. Le processus est presque toujours le suivant. La personne soupçonnée d'avoir commis un crime est emmenée dans une prison de l'Agence de Sécurité du Peuple (i.e la police Nord-Coréenne). Elle y est torturée jusqu'à l'obtention d'aveux, pour être ensuite jugée de manière expéditive et envoyée dans un camp. Certains témoignages indiquent même que des individus y sont directement envoyés sans aucune forme de procès.
En raison du principe d'eugénisme pratiqué en Corée du Nord, l'entourage familial d'un condamné est également interné, et ce jusqu'à trois générations. Certains camps ont ainsi des dortoirs séparés entre ceux des condamnés et ceux pour la famille. Les punitions collectives touchant toute la famille semblent être très courantes. C'est pourquoi certains réfugiés cachent leur identité pour éviter les représailles.
Les prisonnières et prisonniers sont systématiquement soumis à un régime de travaux forcés très dur. Les travaux réalisés, assez divers, concernent l'exploitation minière, l'agriculture, la confection de vêtements, etc. Les horaires de travail, variables selon les camps, s'étendent du matin jusqu'au soir, sept jours sur sept. En raison de conditions matérielles et de sécurité très précaires, de nombreux internés sont victimes d'accidents du travail, souvent mortels. Ceux qui ne travaillent pas assez vite sont généralement battus par les gardes et punis par une diminution des rations de nourriture.
La nourriture journalière, très insuffisante, est le plus souvent composée de maïs et de soupe. Les prisonniers sont maintenus délibérément dans un état de famine permanent. Certains, avant de mourir, pèseraient moins de 30 kilos. Pour survivre, les détenus tentent de se nourrir d'herbe ou d'écorce d'arbre lors des sorties du camp pour aller travailler. Certains arrivent à obtenir des protéines en capturant des rats ou des serpents.
Les entorses au règlement sont sévèrement punies. Après une diminution de la ration de nourriture, le fait de ne pas travailler au rythme souhaité par les gardes entraîne l'envoi en cellule de confinement. Ces cellules extrêmement exiguës sont conçues de telle sorte qu'il n'est ni possible de se poser au sol, ni de se tenir debout. Les détenus peuvent y rester pendant plusieurs jours d'affilée. Cette punition a notamment pour conséquence une déformation de la colonne vertébrale et une mauvaise circulation du sang dans les membres, dont les effets peuvent être permanents.
Les exécutions publiques, qui concernent les fautes graves comme les tentatives d'évasion, sont pratiquées à des degrés divers selon les camps. Les formes les plus courantes sont les fusillades et les pendaisons. Une fois l'exécution effectuée, les autres détenus sont parfois obligés d'approcher le corps pour le mutiler.
Selon l'idéologie nord-coréenne, les comportements déviants sont dus à un mauvais patrimoine génétique. Par conséquent, il n'est pas question pour les autorités que des naissances d'enfants génétiquement impurs aient lieu dans les camps. Ainsi, toutes les femmes arrivant enceintes sont soumises à l'avortement forcé, ou contraintes d'accoucher à l'aide d'une injection provoquant l'accouchement. Les nouveau-nés sont ensuite systématiquement tués. Les exemples suivants donnent une idée de la nature des mises à mort. Dans le centre de détention au sud de Sinuiju, quatre nouveau-nés ont été étouffés avec une serviette mouillée immédiatement après l'accouchement, sous les yeux de la mère. Dans le même camp, d'autres nouveau-nés ont été placés à nu dans des boîtes en plastique, et laissés tels quel en attendant qu'ils meurent. Au bout de deux jours, ceux qui étaient toujours en vie ont été tués par des frappes au niveau du crâne. Une méthode similaire a été utilisée au camp d'Onsong, où quatre nouveau-nés ont été laissés dans un panier en osier jusqu'à leur mort. De la même manière, d'autres témoignages rapportent que des nouveau-nés sont abandonnés à même le sol au centre Nongpo à Chongjin. Ceux qui respirent toujours sont étouffés au bout de deux jours, en présence de leur mère.

### Chambres à gaz
L'existence de chambres à gaz a été affirmée par Kwon Hyuk, qui se présentait comme étant un ancien responsable du Camp 22. D'après lui, le Camp 22, où 50 000 personnes pourraient être emprisonnées, disposerait de chambres qui serviraient à éliminer les prisonniers et à mener des expérimentations. Les chambres, avec 3,5 mètres de large pour 3 mètres de long, seraient assez grandes pour gazer une famille entière. Étant donné l'eugénisme allégué du régime nord-coréen, il serait en effet fréquent que la famille entière d'un prisonnier politique, jusqu'à trois générations, soit condamnée. Des scientifiques seraient chargés de prendre des notes sur le déroulement des exécutions, car ces dernières serviraient également d'expérimentation pour développer des armes chimiques.
Toutefois, le témoignage de Kwon Hyok serait probablement une fabulation selon l'agence de presse sud-coréenne Yonhap.

## Point de vue nord-coréen

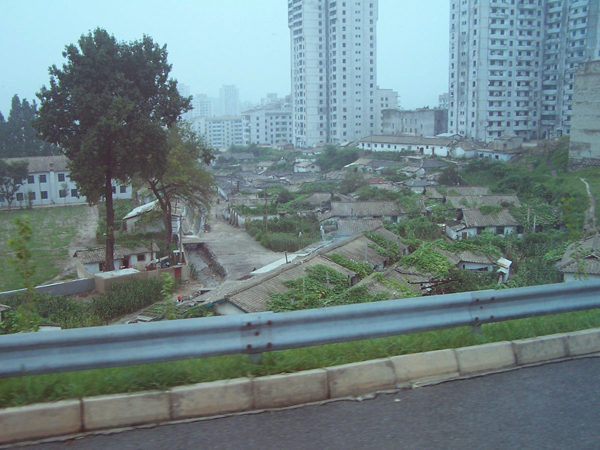
La ville de Kaesong

Sur la question des droits de l'homme, la Corée du Nord, à l'instar de la Chine, met en avant la généralisation de l'éducation primaire et secondaire et la gratuité de la santé, ainsi que la garantie d'un emploi pour tous, en estimant que les droits sociaux (accès à l'éducation, au logement, à la nourriture) représentent des besoins primordiaux par rapport aux libertés individuelles.
S'agissant des droits des femmes, la loi nord-coréenne proclame l'égalité des sexes et le Parlement compte plus d'un cinquième de femmes, mais leur accès aux fonctions gouvernementales apparaît en revanche réduit. L'avortement est autorisé et/ou imposé dans certaines conditions légales ou médico-sociales. L'union démocratique des femmes de Corée représente l'organisation de masse permettant l'insertion sociale et politique des femmes.
Les autorités nord-coréennes contestent « catégoriquement et dans son ensemble » le rapport de l'ONU de 2014 faisant état de crimes contre l'humanité en l'expliquant par un complot dirigé par l'Union européenne et le Japon, en accord avec les États-Unis.

## Point de vue officiel sud-coréen
Dans la mesure où il considère que les droits de l'Homme sont universels, le ministère sud-coréen de la réunification « s'intéresse à l'amélioration des droits de l'Homme en Corée du Nord ».
Le gouvernement sud-coréen estime que chaque pays doit privilégier sa propre approche sur cette question, compte tenu de son environnement géopolitique : de ce point de vue, la Corée du Sud privilégie une approche graduelle d'amélioration de la situation des droits de l'Homme en Corée du Nord en favorisant le dialogue intercoréen. La Corée du Sud dit « encourager un environnement [international] où la Corée du Nord puisse rejoindre la communauté internationale et se transformer en un État qui souhaite améliorer » la situation des droits de l'Homme. La priorité est accordée à l'amélioration de la situation alimentaire, par la livraison notamment de 350 000 tonnes d'engrais en 2005.
Par ailleurs, le gouvernement sud-coréen déclare accepter l'accueil de l'ensemble des réfugiés nord-coréens en facilitant leur installation en Corée du Sud.